# Spilomyia kahli
Spilomyia kahli är en tvåvingeart som beskrevs av Snow 1895. Spilomyia kahli ingår i släktet trädblomflugor, och familjen blomflugor. Inga underarter finns listade i Catalogue of Life.